# The Crunge
The Crunge, är en låt skriven av Jimmy Page, John Paul Jones, John Bonham och Robert Plant, framförd av Led Zeppelin på albumet Houses of the Holy släppt 1973. Låten utvecklades från en jamsession i studion. 
Låten kan ses som en hyllning till funkmusiken.